# Petriella lindforsii
Petriella lindforsii är en svampart som beskrevs av Curzi 1930. Petriella lindforsii ingår i släktet Petriella och familjen Microascaceae.  Arten är reproducerande i Sverige. Inga underarter finns listade i Catalogue of Life.